# Versioner vol. 2
Versioner vol. 2 är ett gratis mixtape släppt av Organism 12 & DJ Large under december 2007.

## Låtlista
1. Intro - Vi Flyger Högt
2. Brännö Brygga med Allyawan
3. Gör Din Låt Bättre
4. I Ditt Hus
5. Rullar Upp med Sebbe&Öris
6. ETC med Vigge
7. Herr Ja Me
8. Ja E På Väg med Large Vegas
9. Piss Fattig med Mofeta
10. Vit Brud
11. Skitpackad
12. Redo Eller Ej
13. På Din Grinn med Chords
14. Runt & Runt
15. Så Här Vi Gör Det med Peshi & Jomo
16. Fy Fan! med Öris
17. Begrav Mig Med Penna & Block
18. Cykla Sidleds med Toffer
19. Lost Ones
20. Cell Terapi med Öris
21. Dagdröm med Adam Tensta